# میدلبورو (ایندیانا)
میدلبورو (به انگلیسی: Middleboro) یک منطقهٔ مسکونی در ایالات متحده آمریکا است که در شهرستان وین، ایندیانا واقع شده‌است. میدلبورو ۳۱۵ متر بالاتر از سطح دریا واقع شده‌است.